# Semiothisops
Semiothisops là một chi bướm đêm thuộc họ Erebidae.